# Thymoites ipiranga
Thymoites ipiranga là một loài nhện trong họ Theridiidae.
Loài này thuộc chi Thymoites. Thymoites ipiranga được Herbert Walter Levi miêu tả năm 1964.